# Olivier Hamel
Pour les articles homonymes, voir Hamel.
Olivier Hamel est un acteur français né le 4 février 1964 à Reims.

## Biographie

### Formation
Formé au début des années 1980 au Centre Dramatique National de Reims sous la direction de Jean-Pierre Miquel, par Christian Schiaretti, Fernando Becerril, Jean Bollery et Daniel Romand comme professeurs, il intègre la troupe Antigone-Théâtre Universitaire de Reims, un des rares groupes professionnels de théâtre universitaire en France, avec les metteurs en scène ; Jean Deloche et José Renault. 
Il participe aux travaux d’ouverture d’une salle de 120 places sur le campus de la faculté de lettres de Reims-Croix-Rouge, le Centre Culturel du Centre régional des œuvres universitaires et scolaires (CROUS) de Reims, toujours en activité aujourd'hui. Il poursuit sa formation par des techniques spécifiques avec Serge Martin (clown-bouffon-fou du roi), Thierry Bae (mime corporel), Catherine Dasté (jeu), Maurice Attias (alexandrin) et Anne Dubost (chant).

### Carrière
De 1990 à 1995, il est l'assistant de Lisa Wurmser sur son travail de recherche sur des auteurs russes et italiens, tels que Vassili Axionov, Alexandre Vampilov, Viktor Slavkine, Nikolaï Erdman, Daniil Harms, Botho Strauss et Franco Brusati...
Il joue Alexandre dans Des Étoiles dans le ciel du matin d'Alexandre Galine, au théâtre de la Tempête en 1993. De 1995 à 2008, il participe à l'aventure des Rencontres à la Cartoucherie créée à l'initiative de Philippe Adrien, directeur du théâtre de la Tempête, depuis sa première édition en 1995, La Misère du monde d’après le livre d'entretiens du sociologue français Pierre Bourdieu, à sa dernière édition en 2008 dans L'Empire du moindre mal du philosophe français Jean-Claude Michéa porté à la scène par Michel Cochet. 
Il s'intéresse depuis longtemps aux jeunes auteurs et autrices, notamment par sa complicité avec les éditions Quartett et fait partie du collectif A Mots Découverts.
Il est également intervenant théâtre à l'Institut Régional du Travail Social de Reims et professeur de théâtre au lycée Georges Clémenceau de Reims.

## Filmographie

### Télévision
- 2008 : Histoires comme ça de Jean-Jacques Prunès
- 2010 : Profilage de Pascal Lahmani

### Cinéma
- 1986 : Ockubik d'Arnaud Heidsieck
- 1987 : Oiseaux bleus sur fond noir de François Blumen
- 1988 : La Comédie du travail de Luc Moullet : Le directeur de banque
- 1988 : Un ange passe de Christine Ehm
- 1989 : La Veuve Guillotin de Christophe Mené
- 1993 : Café quatre-vingt... treize d'Aubin Hellot
- 1996 : J'aime pas les crêpes Suzette de Stéphane Jayet
- 2001 : Moratoire juvénile de Louise Narboni
- 2006 : L'Affaire Mosquito de Luc David
- 2007 : Dernier Poker de Charles Hennequin
- 2007 : La Différence d'Étienne Billaquois
- 2007 : Les Disparus de Thomas Proux
- 2007 : Le Grand Bal de Sébastien Hestin
- 2008 : Recyclage d'Elsa Roméo
- 2008 : L'Évitement d’Alexandre Brécourt
- 2012 : Marchands de sables d'Arthur Mollard
- 2012 : Avril de Rose Currings
- 2012 : L'Art ou l'Absolu de Mathieu Zanatta
- 2012 : Fuite de Polo Rascasse et Malo Welfling
- 2013 : Jeune et jolie de Francois Ozon
- 2013 : Sur les traces du disparu d'Hervé Vacheresse
- 2014 : Gazelle de Jean-François Pignon
- 2014 : Au service de la France d'Alexandre Courtès
- 2014 : Taule froissée de Stan Caillibot
- 2014 : Sauve qui peut d'Erwan Lecornec
- 2015 : Premiers crus de Jérôme Le Maire

### Clips
- 2016 : Dorian clip du chanteur Vigo de Jeanne Chevalier

## Théâtre
Olivier Hamel joue dans plusieurs pièces de théâtre.
- 1982 : Dieu de Woody Allen, mise en scène Olivier Larguez et Olivier Hamel, Reims
- 1983 : La Foi, l'Espérance et la Charité d'Ödön von Horváth, mise en scène Jean Deloche, Centre Culturel du CROUS (Reims)
- 1983 : Les Acteurs de bonne foi de Marivaux, mise en scène Fernando Becerril, Centre Dramatique National de Reims
- 1983 : Le Mariage forcé de Molière, mise en scène José Renault, Centre culturel du CROUS (Reims)
- 1984 : Cyrano de Bergerac d’Edmond Rostand, mise en scène Jean-Claude Drouot, Centre Dramatique National de Reims
- 1986 : La Nuit des inquisiteurs de Guy Vassal, mise en scène Jacques Zabor, festivals d'Albi, Carcassonne, Aigues-Mortes
- 1986 : Roméo et Juliette de William Shakespeare, mise en scène Jean Négroni, festivals d'Albi, Carcassonne, Aigues-Mortes
- 1986 : La Source bleue d'après Colette, mise en scène Jenny Bellay, festival "Colette" de Saint-Sauveur-en-Puisaye
- 1987 : Le Médecin malgré lui de Molière, mise en scène Roger Cornillac, Pézénas
- 1988 : Le Menteur de Carlo Goldoni, mise en scène Jean-Claude Sachot, Pézénas
- 1989 : Jack's Folies d'après Robert Desnos, collectif Les Bouchons, Paris
- 1991 : Madras la nuit où... d’Eduardo Manet, mise en scène Alain Igonet, Festival d'Avignon
- 1993 : Des Étoiles dans le ciel du matin d'Alexandre Galine, mise en scène Lisa Wurmser, Théâtre de la Tempête (Paris)[4]
- 1993 : Le Pépin du raisin, cabaret russe, mise en scène Bruno Abraham Kremer, Théâtre de la Tempête (Paris)
- 1994 : Le Malade imaginaire de Molière, mise en scène Daniel Leduc, Théâtre de la Porte-Saint-Martin (Paris)
- 1995 : Une femme tuée par la douceur de Thomas Heywood, mise en scène Thierry Atlan, Théâtre du Chaudron (Paris)
- 1996 : Le Duel d'Anton Tchekhov, mise en scène Maria Zachenska, Théâtre de la Tempête (Paris)
- 1996 : Les Fiançailles de l'étrange Grégoire d’après Franz Kafka, mise en scène Daniel Amar, Franconville /Chien qui fume/Festival d'Avignon
- 1996 : L'Observatoire d’après l'actualité, rédaction en espace Thierry Atlan, Théâtre de la Tempête (Paris)
- 1996 : Les Cordonniers de Stanisław Ignacy Witkiewicz, mise en scène Sanda Herzic, Théâtre de la Tempête (Paris)[4]
- 1997 : Misère et Noblesse d'Eduardo Scarpetta, mise en scène Patrick Pelloquet, Festival d'Anjou
- 1998 : Soufflées par les vents, création, mise en scène Marie de Bailliencourt, Studio Théâtre de Stains
- 1998 : La Fabuleuse Aventure d'Ulysse d'après Homère, mise en scène David Négroni, Théâtre du Gymnase Marie-Bell (Paris)
- 1998 : Une discussion de marchands de tapis d’Arnaud Bedouët, mise en scène Hervé Dubourjal, Théâtre de la Tempête (Paris)
- 1998 : Les Trois Sœurs d'Anton Tchekhov, mise en scène Maria Zachenska, Théâtre de l'Opprimé (Paris)
- 1999 : La Chanson du Zorro andalou de Theo Hakola, mise en scène Pierre Maillet et Theo Hakola, Trans Musicales de Rennes
- 2000 : Le Jardin d'Anna de Noailles de Bertrand Pouradier-Duteil, mise en scène. Olivier Hamel, Maison de Chateaubriand
- 2001 : Un fatal jeu d'amour des frères Capek, mise en scène : Maria Zachenska, Théâtre de l'Opprimé (Paris)
- 2001 : Keïra de Mirta Caamano, mise en scène Philippe Adrien, Théâtre de la Tempête (Paris)
- 2002 : Kindertransport de Diane Samuels, mise en scène Jean Négroni, Théâtre Rachi (Paris)
- 2002 : Le Chien du jardinier de Lope de Vega, mise en scène Hervé Petit, Théâtre de l'Opprimé (Paris)
- 2003 : L'enfant rêve d'Hanoch Levin, mise en scène Philippe Adrien, Théâtre de la Tempête (Paris)
- 2003 : Les Lettres d'Algérie d'après Le Monde d'Ahmed Madani, mise en scène Marc Berman, Théâtre de la Tempête (Paris)
- 2004 : La Poste populaire russe d'Oleg Bogaïev, mise en scène Julia Zimina, Théâtre de la Tempête (Paris)
- 2005 : La Bombe de Bruno Fougnies, mise en scène Olivier Hamel, Théâtre de la Tempête (Paris)
- 2005 : Cabaret explosif de Michel Cochet, Marie-Do Fréval, G. Gracci, S. Mallet, C. Mirjol, mise en scène Michel Cochet, Marie-Do Fréval et Y. Zimina, Théâtre de la Tempête (Paris)
- 2005 : Obsessions d’après interviews de Jean-Luc Hennig, mise en scène François Raffenaud, Théâtre de la Tempête (Paris)
- 2005 : La Vie des sirènes dans la pulpe des oranges de Sabine Mallet, mise en scène Olivier Hamel, Théâtre de la Tempête (Paris)
- 2005 : Les Trois Sœurs d'Anton Tchekhov, mise en scène Daniel Amar, Franconville-Cergy
- 2006 : Papillons écarlates de Miguel Angel Sevilla, mise en scène Olivier Hamel, Théâtre de la Tempête (Paris)
- 2006 : Lilith... Ô de Sabine Mallet, mise en scène Olivier Hamel, Théâtre de la Tempête (Paris)
- 2007 : Chambre double de Michael Frayn, mise en scène Olivier Hamel, Paris
- 2007 : Slow d'Amanda Rubinstein, mise en scène Amanda Rubinstein, Théâtre de la Tempête (Paris)
- 2007 : Actu, rédaction en espace Marjorie Heinrich, Théâtre de la Tempête (Paris)
- 2007 : L'Armée des Flandres d'Anne-Lise Kedves, mise en scène Henri Gruvman, Théâtre de la Tempête (Paris)
- 2008 : Cette nuit d’après Les Possédés de Dostoïevski, texte et mise en scène Maria Zachenska, Théâtre de l'Étoile du Nord (Paris)
- 2008 : L'Empire du moindre mal d’après Jean-Claude Michéa, mise en scène Michel Cochet, Théâtre de la Tempête (Paris)
- 2008 : Ophélie d’après Hélène Hucher, mise en scène Marie Luti
- 2009 : La Parisienne d’Henry Becque, mise en scène Olivier Hamel, Paris
- 2010 : Pâques d'August Strindberg, mise en scène Natascha Rudolf, Paris
- 2010 : Coltane de Jérémy Farley et Clément Rouault, mise en scène Jérémy Farley, Théâtre Essaïon (Paris)
- 2011 : Iphigénie d'après Jean Racine, mise en scène Natascha Rudolf, château de Versailles
- 2012 : Jeux de planche de Jean-Paul Alègre, mise en scène Marie-Claude Gélin, Théâtre des Déchargeurs (Paris)
- 2013 : Les caprices de Marianne d'Alfred de Musset mise en scène David Négroni
- 2015 : Le conte d'hiver de William Shakespeare mise en scène Jean-Sébastien Oudin
- 2014 : Praxis d'après Sophocle et Aristophane, mise en scène Natascha Rudolf
- 2017 : Littoral de Wajdi Mouawad, mise en scène Stéphanie Dussine
- 2021 : Cendres sur les mains de Laurent Gaudé, mise en scène Alexandre Tchobanoff[5]
- 2023 : Le voyage d'Alice en Suisse de Lukas Bärfuss mise en scène Stéphanie Dussine